# Justyna Mospinek
Justyna Mospinek, poljska lokostrelka, * 8. november 1983.
Sodelovala je na lokostrelskem delu poletnih olimpijskih igrah leta 2004, kjer je osvojila 14. mesto v individualni in 15. mesto v ekipni konkurenci.